# Franc Pinter
Franc Pinter (Eslovenia, 24 de diciembre de 1953-Eslovenia, diciembre de 2023) fue un deportista esloveno que compitió en tiro adaptado. Ganó cuatro medallas en los Juegos Paralímpicos de Verano entre los años 1996 y 2008.

## Palmarés internacional
| Juegos Paralímpicos | Juegos Paralímpicos      | Juegos Paralímpicos | Juegos Paralímpicos      |
| Año                 | Lugar                    | Medalla             | Prueba                   |
| ------------------- | ------------------------ | ------------------- | ------------------------ |
| 1996                | Atlanta (Estados Unidos) | Medalla de plata    | Rifle de aire de pie SH1 |
| 2000                | Sídney (Australia)       | Medalla de plata    | Rifle de aire de pie SH1 |
| 2004                | Atenas (Grecia)          | Medalla de plata    | Rifle de aire de pie SH1 |
| 2008                | Pekín (China)            | Medalla de bronce   | Rifle de aire de pie SH1 |